# Stephen Maar
Stephen Timothy Maar (Scarborough, 6 de dezembro de 1994), é um jogador de voleibol canadense que atua na posição de ponteiro.

## Carreira

### Clube
Maar começou sua carreira atuando em torneios escolares em seu país natal. Na temporada 2016–17 assinou seu primeiro contrato profissional, chegando ao Campeonato Italiano com o Padova. Na temporada seguinte foi atuar por outro clube veneziano, o Verona, enquanto na temporada seguinte migrou para o Powervolley Milano, também na primeira divisão do Campeonato Italiano.
Para a temporada 2019–20 o ponteiro foi atuar no voleibol russo pelo Dínamo de Moscou, regressando ao campeonato italiano já na temporada seguinte, voltando a vestir a camisa do Powervolley Milano, com o qual conquistou o título da Taça Challenge de 2020–21.
Em 2021, o canadense assinou contrato com o Top Volley Cisterna; enquanto na temporada seguinte se transferiu para o Vero Volley Monza.

### Seleção
Maar ingressou na seleção adulta canadense em 2015 para competir a Copa Pan-Americana, onde foi eleito o melhor ponteiro do torneio. Dois anos após conquistou a medalha de bronze na Liga Mundial de 2017, em Curitiba. No mesmo ano foi eleito o melhor ponteiro do Campeonato NORCECA, em Colorado Springs, onde conquistou a medalha de bronze.
Em 2018, participou pela primeira vez do Campeonato Mundial na Bulgária e Itália, onde ficou na nona posição. Em 2021 competiu a sua primeira Olimpíada nos Jogos Olímpicos de Tóquio, onde ficou na oitava posição.

## Títulos
Powervolley Milano
- Taça Challenge: 2020–21

## Clubes
| Anos      | Clube                  |
| --------- | ---------------------- |
| 2016–2017 | Pallavolo Padova       |
| 2017–2018 | Verona Volley          |
| 2018–2019 | Powervolley Milano     |
| 2019–2020 | Dínamo de Moscou       |
| 2020–2021 | Powervolley Milano     |
| 2021–2022 | Top Volley Cisterna    |
| 2022–     | Mint Vero Volley Monza |

## Prêmios individuais
- 2015: Copa Pan-Americana – Melhor ponteiro
- 2017: Campeonato NORCECA – Melhor ponteiro
- 2019: Campeonato NORCECA – Melhor ponteiro
- 2023: Campeonato NORCECA – Melhor ponteiro